# Wolfgang Gockel
Wolfgang Gockel (* 21. November 1945 in Rönsahl; † 3. März 2005 in Helsinki) war ein deutscher Archäologe. Seine Studien zur Entzifferung der Maya-Schrift werden von den Fachleuten einhellig abgelehnt.

## Leben
Nach dem Abschluss der Schule in Bochum begann er eine Schlosserlehre, die er schnell aufgab, um zur See zu fahren. Nach seiner Qualifizierung als Vollmatrose arbeitet er von 1963 bis 1969 auf Schiffen. Zu dieser Zeit wurde sein Interesse für die Archäologie geweckt.
Gockel diente 1969 bis 1975 in der Bundeswehr, wo er Hubschrauberpilot wurde. 1975 bestand er das Abitur und begann ein Archäologie-Studium in Köln, Bonn und Göttingen mit den Schwerpunkten auf dem Nahen Osten, in Assyriologie und Klassischer Archäologie. Er beendete das Studium 1979 mit einer Diplomarbeit über „Zeitstil, Werkstatt- und Landschaftstil in der Plastik Mesopotamiens und Elams von der frühsumerischen Zeit bis zum Frühdynastikum“.
Während seiner Studien in Altamerikanistik (Präkolumbische Ethnologie) am Seminar für Völkerkunde der Universität Bonn 1975–1977 wurde er zum ersten Mal mit der Maya-Schrift konfrontiert.
Nach seinem Abschluss arbeitete Gockel als Reiseführer und freiberuflicher Archäologe bei Ausgrabungen und an speziellen Projekten für Museen und private Sammler. Während der Arbeit an einem solchen Projekt an den Uffizien in Florenz im Frühling 1987 verbrachte Gockel die Abende mit dem Rätseln über die Maya-Schrift. Er entwickelte einen neuen Ansatz und versuchte diesen Ansatz auf die Entzifferung der Inschriften aus den Ruinen der Maya-Stadt Palenque in Chiapas, Mexiko anzuwenden.
Gockels Arbeit, die im Herbst 1988 bereit zur Veröffentlichung war, erzeugte Aufsehen – teilweise weil sich seine Ergebnisse radikal von denen anderer Wissenschaftler unterschieden und teilweise weil er entschieden hatte, seine Arbeit zuerst in der deutschen Wochenzeitung Stern zu veröffentlichen, was die anderen deutschen Nachrichtenquellen mit etwas Skepsis betrachteten. Die Süddeutsche Zeitung bezog eher positiv Stellung.
Die wissenschaftliche Veröffentlichung wurde in Spektrum der Wissenschaft, der deutschen Ausgabe von Scientific American, negativ bewertet (siehe auch die Stellungnahme von Gockel und einem der Gutachter, die die Stern Veröffentlichung prüften). Eine geplante Konferenz im Römer- und Pelizaeus-Museum in Hildesheim, bei der Gockel seinen Kritikern entgegentreten sollte, fand nicht statt.
Gockels Palenque-Buch wurde ins Spanische übersetzt und 1995 in Mexiko veröffentlicht. Die spanische Ausgabe und einige Manuskriptentwürfe unveröffentlichter Arbeiten wurden erst später online verfügbar gemacht.
Zusätzlich zu seiner Arbeit über die Entzifferung der Maya-Hieroglyphen veröffentlichte Gockel einige Reiseführer über Lateinamerika und den Nahen Osten.

## Publikationen (Auswahl)
- Syrien, Libanon, Nelles Verlag, München 1988.
- Die Geschichte einer Maya-Dynastie. Entzifferung klassischer Maya-Hieroglyphen am Beispiel der Inschriften von Palenque. Zabern, Mainz 1988.
  - spanisch: Historia de una dinastía Maya. El desciframiento de los jeroglíficos mayas de acuerdo con las inscriptiones de Palenque, Editorial Diana, Mexico 1995 (Online).
- Mexiko. Das zentrale Hochland und Yucatán: Von den Stätten der Maya und Azteken zu barokken Kirchen und Konventen. DuMont, Köln 1998 (Reiseführer, 3. Auflage 2005).
- Guatemala, Belize, Honduras und El Salvador, Maya-Städte und Kolonialarchitektur in Mittelamerika. DuMont, Köln 1999 (Reiseführer).
- Irak. Sumerische Tempel, Babylons Paläste und heilige Stätten des Islam im Zweistromland. DuMont, Köln 2001.